# Jahrtausendturm
La Jahrtausendturm (tour du millénaire) est, avec 60 mètres de haut, le plus haut bâtiment de bois de l'Allemagne. La tour de millénaire a été construite dans le Elbauenpark à l'occasion de l'exposition horticole fédérale, en 1999, à Magdebourg. Une exposition se trouve à l'intérieur sur le développement des sciences qui offre beaucoup d'expériences simples et partiellement interactives. Entre autres on peut lire l'horloge du Magdeburger de la cathédrale avec un télescope astronomique.

## Mode de Construction
La tour est conçue exprès de travers et contient six étages. Ceux-ci sont accessibles par un escalier interne et une piste en spirale accessible depuis l'extérieur.